# دیفنوکسیلات
دیفنوکسیلات (به انگلیسی: Diphenoxylate)
رده درمانی: ضد اسهال .
اشکال دارویی: قرص

## موارد مصرف
دیفنوکسیلات به‌صورت کمکی در درمان علامتی اسهال‌های مزمن و حاد (به خصوص اسهالهای ویروسی) و همچنین کولیت اولسرز خفیف و مزمن مصرف می‌شود.

## مکانیسم اثر
دیفنوکسیلات که نوعی ترکیب اپیوئیدی است احتمالاً به‌صورت موضعی و مرکزی باعث مهار حرکات دودی روده می‌شود. آتروپین که عمدتاً به‌دلیل جلوگیری از سوءمصرف دارویی به‌این فراورده اضافه می‌گردد(لوموتیل) دارای خاصیت ضد موسکارینی می‌باشد.

## فارماکوکینتیک
متابولیسم دیفنوکسیلات کبدی است و متابولیت اصلی دارو نیز اثری مشابه خود دارو دارد. نیمه‌عمر دیفنوکسیلات ۲٫۵ ساعت و نیمه‌عمر متابولیت آن در حدود ۱۲ ساعت است. زمان لازم برای شروع اثر یک ساعت و مدت اثر آن ۴۳ ساعت می‌باشد. دفع دارو از طریق مدفوع و کلیه است.

## عوارض جانبی
عوارض آن معمولاً کم و شامل تاری دید، مشکل در دفع ادرار، خشکی پوست و دهان یا تب می‌باشد .در کولیت اولسراتیو منع مصرف دارد.
 •  دیفنوکسیلات نباید در کودکان کوچک تر از ۲ سال مصرف شود. به علاوه مصرف آن در کودکان بزرگ تر نیز فقط با دستور پزشک مجاز است.

 •  در صورت بارداری یا شیردهی، حتماً با پزشک در خصوص مزایا و مضرات استفاده از این دارو مشورت شود.